# Protivofazza
Protivofazza — четвёртый и последний на данный момент студийный альбом рок-группы Gorky Park, выпущенный в 1998 году.

## История создания
В мае 1998 года выходит четвёртый студийный альбом под названием «Protivofazza». Название альбома Gorky Park объясняют так: «Есть такой термин в радиоэлектронике, когда одна фаза по сравнению с другой переворачивается и звук становится не таким, каким должен быть. Когда человек плывёт против течения, происходит то же самое. Грубо говоря, противофаза — это противоречие ко всему». По их словам, такое название было бы близко к каждому их альбому: они все время плывут против течения.

 Алексей Белов: 

Последние два альбома — «Stare» и «Protivofazza» — это, в принципе был один большой альбом, мы его записали в студии. Была, я помню, двадцать одна песня, и мы эти песни смикшировали. Когда мы сделали выборку для «Stare», у нас осталось огромное количество песен — десять песен. Что же нам с десятью песнями-то делать? Некоторые из них — очень сильные произведения, там даже такие этнически-симфонические, такие как «Liquid dream» и «Mooving to be still»… Просто интересная музыка! Тогда мы решили дописать просто две песни быстро… Вот и получился двойник такой. «Protivofazza» появилась в студии. У нас был огромный пульт, хороший очень; пульт, за которым гоняются в Америке, а мы его достали в России, как ни странно, перевезли потом в Америку. Мы поняли, почему нам его легко так продали, хотя он сам по себе был бесценный, там саунд такой был мощный… Просто там куда ни ткни, везде противофаза.
— Алексей Белов в интервью телеканалу MTV

## Список композиций
Вся музыка написана Alexei Belov, except track # 9 (A.Belov & N.Kuzminih).
| №                   | Название                                                  | Текст песни            | Длительность |
| ------------------- | --------------------------------------------------------- | ---------------------- | ------------ |
| 1.                  | «Jenny Loses Me»                                          | A.Johannes, N.Shneider | 3:43         |
| 2.                  | «Liar»                                                    | A.Belov                |              |
| 3.                  | «Reaching»                                                | A.Belov                | 3:02         |
| 4.                  | «Far All We Can Say»                                      | A.Johannes, N.Shneider | 4:43         |
| 5.                  | «Little Asian Girl»                                       | A.Belov                | 3:15         |
| 6.                  | «Wannabee»                                                | A.Johannes, N.Shneider | 4:23         |
| 7.                  | «Burn Away»                                               | A.Johannes, N.Shneider | 5:06         |
| 8.                  | «Uforia»                                                  | A.Johannes, N.Shneider | 3:03         |
| 9.                  | «Liquid Dream» (instrumental)                             |                        | 2:44         |
| 10.                 | «Back Down to the Ground»                                 | A.Belov                | 5:30         |
| 11.                 | «My Friend» (is dedicated to our friend Andrei Grigoriev) | A.Belov                | 3:50         |
| 12.                 | «Moving to be Still»                                      | A.Johannes, N.Shneider | 4:19         |
| Общая длительность: | Общая длительность:                                       | Общая длительность:    | 48:00        |

## Участники записи

### Участники группы
- Alexander «Marshall» Minkov — вокал, бас-гитара
- Alexei Belov — гитара
- Alexander «Jan» Janenkov — гитара
- Nikolai Kuzminih — клавишные
- Alexander Lvov — барабаны

### Другие участники
- Moscow Philharmonic Orchestra
- Ron Powel — перкуссия
- Ashot Akopjan — дудук

## Клипы к альбому
1. «Jenny Loses Me» — постановочный клип
2. «Liar» — постановочный клип